# Hymenophyllum fimbriatum
Hymenophyllum fimbriatum là một loài thực vật có mạch trong họ Hymenophyllaceae. Loài này được J. Sm. miêu tả khoa học đầu tiên năm 1841.